# Tiracola tabwemasana
Tiracola tabwemasana är en fjärilsart som beskrevs av Holloway 1979. Tiracola tabwemasana ingår i släktet Tiracola och familjen nattflyn. Inga underarter finns listade i Catalogue of Life.